# Grazie ragazzi
Grazie ragazzi és una pel·lícula italiana de 2023 dirigida per Riccardo Milani, coautor del guió amb Michele Astori. Fou protagonitzada per Antonio Albanese acompanyat de Sonia Bergamasco, Vinicio Marchioni, Giacomo Ferrara, Giorgio Montanini, Andrea Lattanzi i Fabrizio Bentivoglio.
La pel·lícula és el remake de la pel·lícula El triomf d'Emmanuel Courcol (2020), al seu torn basat en el documental Les Prisonniers de Beckett de Michka Saäl (2005), que se centra en les experiències de l'actor suec Jan Jönson a la presó.  La pel·lícula està inspirada en els fets reals que van passar a Suècia l'any 1985, en què es va basar el llargmetratge de 1999 Breaking out de Daniel Lind Lagerlöf.

## Argument
Antonio, un actor teatral fallit, sobreviu doblant pel·lícules porno. Un dia, la seva antiga parella d'escenari li ofereix una oportunitat de feina. L'objectiu és crear un laboratori de teatre a la presó de Velletri. Tot i que només són poques hores, Antonio accepta. Molt pocs reclusos es presenten al taller, però, un cop acabat el taller i sorprès per les seves històries, Antonio decideix tornar a la presó i reobrir el taller per posar en escena l'obra amb la qual va debutar, l'obra mestra del Teatre de l'absurd de Samuel Beckett Tot esperant Godot. Després de la tensió inicial, la ràbia i la desconfiança, Antonio aconsegueix implicar a poc a poc els presoners que, molt aviat, mostraran un talent inesperat.
Així, el grup es fa cada cop més famós amb el seu espectacle, a cada teatre italià que visiten. Per als presos, però, les situacions personals no milloren; cada vegada que tornen a la presó, se'ls priva de tot el que han guanyat amb les seves actuacions que podria alleujar els seus esperits oprimits a la presó. L'Antonio veu la seva frustració i demana que els tractin amb més dignitat, però els guàrdies li responen que desconeix els crims que han comès per ser tractats així: narcotràfic, assassinat, robatori i contactes amb la màfia. Arribat a l'últim espectacle, on també havien de participar governadors i polítics italians, en el darrer moment, el grup es va escapar, a excepció d'un presoner que va optar per quedar-se, ja que no tenia casa on tornar.
L'Antonio, però, surt a l'escenari i amb un discurs solemne i commovedor, explica les seves vivències amb els presos, admetent que li va sorprendre el gran talent que tenien, però els maltractaments que van rebre a la presó, sovint sense cap motiu aparent, els van portar al límit, declarant davant de tots els presents que un pres està privat de llibertat i ells, que estan fora, no saben com sentir-se realment. Malgrat els crims comesos, haurien de ser tractats amb més humanitat. Dirigint-se als reclusos, l'Antonio els agraeix els grans espectacles que van poder fer junts i finalment va dir les paraules: "gràcies nois". Tots els espectadors, impactats per les paraules d'Antonio, aplaudeixen amb emoció. Al mateix temps, tots els presoners fugits són recapturats en diversos punts de la ciutat per haver-se distret o maldestres en haver desaparegut sense deixar rastre.

## Repartiment
- Antonio Albanese: Antonio Cerami
- Sonia Bergamasco: Laura
- Giacomo Ferrara: Aziz
- Vinicio Marchioni: Diego
- Fabrizio Bentivoglio: Michele
- Nicola Rignanese: Ettore
- Andrea Lattanzi: Damiano
- Giorgio Montanini: Mignolo
- Liliana Bottone: Marianna Cerami

## Distribució
La pel·lícula es va estrenar als cinemes italians a partir del 12 de gener de 2023. A la televisió es va emetre a Sky Cinema Uno el 12 de juny de 2023 en primera visió absoluta.

## Premis
- 2023 - Ciak d'oro[8][9]
  - Millor pel·lícula de comèdia

| Any  | Premi            | Categoria               | Receptor         | Resultat  | Ref.          |
| ---- | ---------------- | ----------------------- | ---------------- | --------- | ------------- |
| 2023 | Nastro d'Argento | Millor comèdia          | Grazie ragazzi   | Nominat   | [ 10 ] [ 11 ] |
| 2023 | Nastro d'Argento | Millor actor de comèdia | Antonio Albanese | Guanyador | [ 10 ] [ 11 ] |